# Ján Rummel
Ján Rummel (* 1. února 1942) je bývalý československý fotbalista, útočník.

## Fotbalová kariéra
V československé lize hrál za Bohemians Praha. Nastoupil v 1 ligovém utkání. Gól nedal.

## Ligová bilance
| Ročník                                   | Zápasy | Góly | Klub            |
| ---------------------------------------- | ------ | ---- | --------------- |
| 1. československá fotbalová liga 1966/67 | 1      | 0    | Bohemians Praha |
| CELKEM                                   | 1      | 0    |                 |